# الرباط (تريم)

'

تعديل مصدري - تعديل

الرباط هي إحدى قرى عزلة تريم بمديرية تريم التابعة لمحافظة حضرموت، بلغ تعداد سكانها 533 نسمة حسب تعداد اليمن لعام 2004.